# Shiga Naoya

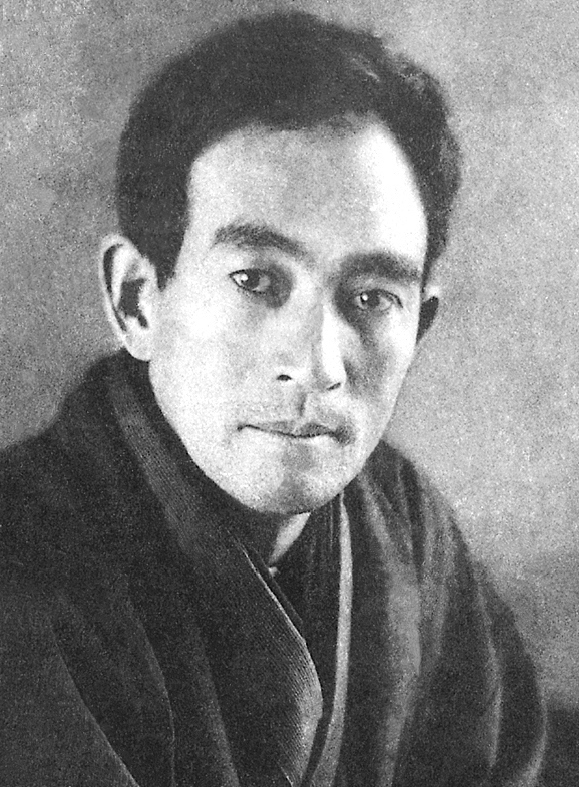
Shiga Naoya

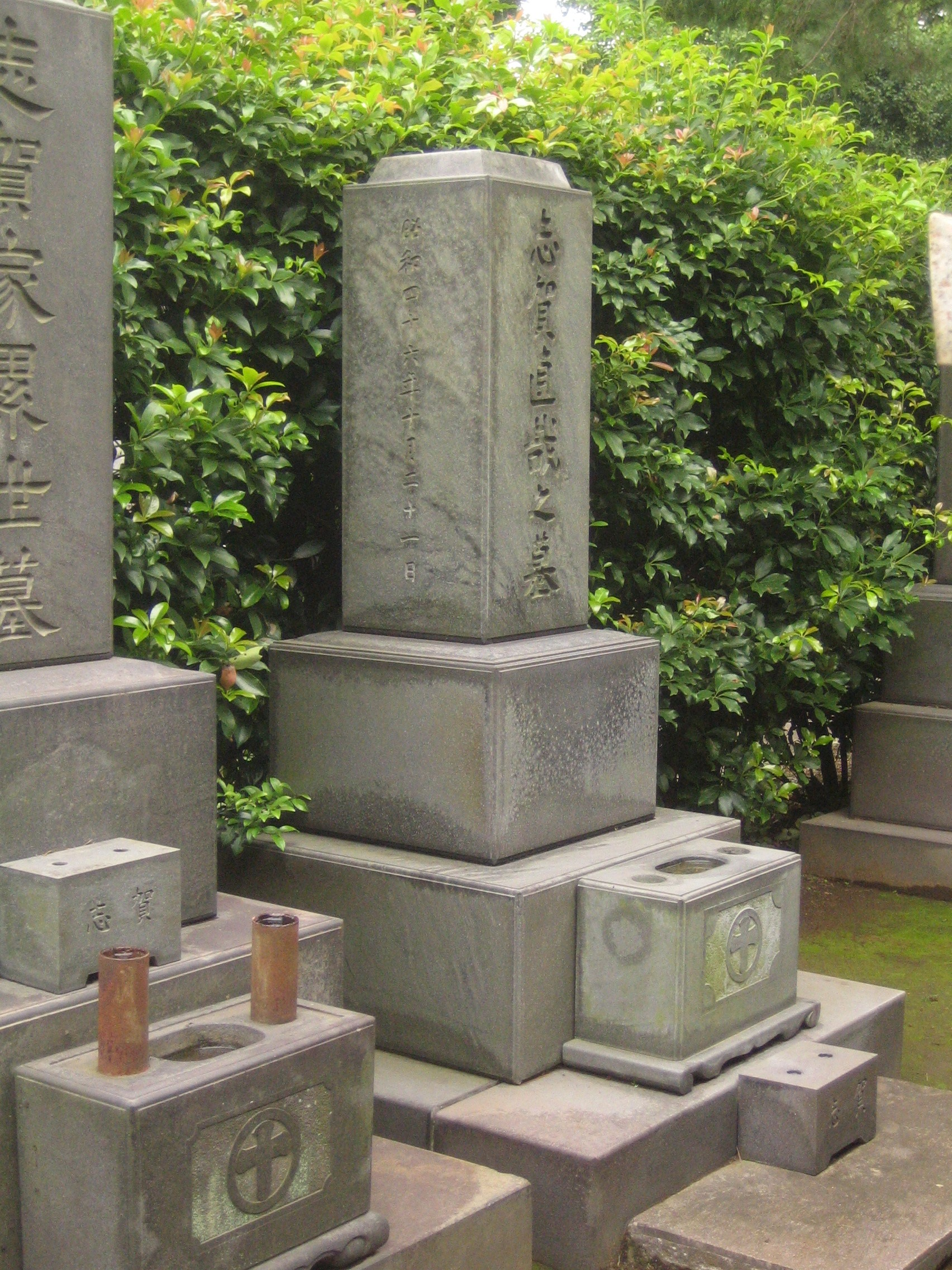
Grab von Shiga Naoya in Tokio

Shiga Naoya (japanisch 志賀 直哉; * 20. Februar 1883 in Ishinomaki in der japanischen Präfektur Miyagi; † 21. Oktober 1971 in Atami in der japanischen Präfektur Shizuoka) gehört zu den bedeutendsten japanischen Schriftstellern des 20. Jahrhunderts.

## Leben
Shiga Naoya wurde als Sohn einer wohlhabenden Unternehmerfamilie der Oberschicht mit Samuraitradition geboren. Die patriarchalischen und zugleich vom rücksichtslosen Unternehmertum geprägten Ansichten seines Vaters forderten frühzeitig den Widerstand des Sohnes heraus und führten zu jahrelangen Zwistigkeiten, die sich später im Werk des jungen Autors niederschlagen sollten. Von 1889 bis 1906 besuchte Shiga das elitäre Gakushūin, eine höhere Schule der Aristokratie und des Großbürgertums. Er studierte anschließend englische Literatur an der Kaiserlichen Universität Tokio, die er jedoch vier Jahre später verließ. Er war danach ausschließlich schriftstellerisch tätig. Er war Mitbegründer der Literatur-Zeitschrift Shirakaba (Weißbirke), die ab 1910 erschien.
1949 wurde Shiga mit dem Kulturorden ausgezeichnet.

## Werk
Als in der Mitte des 19. Jahrhunderts die Großmächte das lange für Ausländer verschlossene Japan erreichten, waren die Japaner gezwungen, sich der europäischen Kultur gegenüber zu öffnen und sich mit ihr auch literarisch vertraut zu machen. Um 1860 erschienen erste Übertragungen europäischer Werke, der erste vollständige Roman aus dem Westen wurde 1878 ins Japanische übersetzt. 1885 erschien Das Wesen des Romans (Shōsetsu shinzui) von Tsubouchi Shōyō (1859–1935), das erste literaturkritische Werk der modernen japanischen Literatur.
Um die Jahrhundertwende drang der französische Naturalismus nach Japan ein. Im Gegensatz zum europäischen Naturalismus kennzeichnet den japanischen seine Neigung zum leidenschaftlichen Bekennen. Anfang des 20. Jahrhunderts war man der Skepsis, der Leidenschaft und der dunklen Seiten des Lebens, die der gesteigerte Naturalismus mit sich brachte, müde geworden.
In die Reaktion gegen die realistische Schule entstand 1910 die literarische Künstlergruppe Shirakaba, zu der auch Naoya Shiga zählte. Das Magazin Shirakaba hat einer bedeutenden, von einer idealistischen Form des Humanismus inspirierten Bewegung seinen Namen gegeben. Die dort versammelten Autoren um Natsume Sōseki lehrten, das Leben sei hell und beglückend, wenn die Menschen verstünden zu genießen. Ruhe und Beschaulichkeit wurden gepriesen. Die jungen Shirakaba-Schriftsteller waren stark vom Humanismus Tolstois und Dostojewskijs beeinflusst.
In Shigas ersten Schriften spiegeln sich sein Ringen um die Durchsetzung seiner Individualität gegen die Zwänge von Familie und Gesellschaft sowie die Suche nach einer neuen Ethik jenseits der herrschenden, auf traditionellem Ahnenkult beruhenden Ideologie der Tennō-Verehrung wider. Selbstzerstörung und Verbrechen erscheinen als äußerste Konsequenz kompromissloser Selbstbehauptung gegenüber einer Umwelt, die eine individuelle Entfaltung verwehrte.
Eine vierjährige Schaffenspause und Shigas Versöhnung mit seinem Vater bedeuteten eine Zäsur in seinem Werk. In seinen Arbeiten, die ab 1917 entstanden, vermied er jede Konfrontation. An ihre Stelle ist das in der traditionellen japanischen Denkweise tief verwurzelte Streben nach Harmonie getreten, als ein wesentlicher Gesichtspunkt einer Suche nach einem erfüllten Leben.
Shiga schrieb Kurzgeschichten, Novellen und Romane. Sie erzählen vom eigenen Erleben, seine wichtigsten Werke sind autobiographisch. Mit sicherer Intuition trifft er das Wesentliche und stellt es in überzeugender Schlichtheit dar. Die im Kreislauf der Natur symbolisierte Vergänglichkeit des Lebens und das Ringen des Einzelnen um Selbstverwirklichung sind die zentralen Themen seines Schaffens. Stilistische Brillanz und subtiles Wahrnehmungsvermögen kennzeichnen die Kurzgeschichten und Skizzen, die Shigas humanistische Vorstellung des von gesellschaftlicher Deformierung befreiten, nach individueller Entfaltung und innerer Harmonie strebenden Menschen widerspiegeln.
Shiga gilt wegen seines klaren Stils als Klassiker der modernen japanischen Kurzprosa. 

„Shiga Naoya hat als einer der Ersten einen literarischen Stil geschaffen, mit dem die Eigenart modernen japanischen Denkens und Empfindens auf überzeugende und präzise Weise ausgedrückt werden kann... Nur ein schöpferischer Schriftsteller wie Shiga konnte die zusammenhanglosen Elemente der japanischen Sprache zu einem literarischen Werkzeug schmieden, das sich für eine wahrheitsgetreue, detaillierte, Beschreibung des Lebens eignet, wie es sich um uns abspielt.“

## Werke (Auswahl)
- Das Rasiermesser – Kamisori (剃刀) (Novelle, 1910), dt. in: Blut in der Morgenröte, hg. v. van de Wetering. Rowohlt 1994. ISBN 3-499-43075-4
- Das Verbrechen des Han – Han no hanzai (范の犯罪) (Novelle, 1913), dt. in: Japan erzählt, hg. v. M. Donath. Fischer 1991. ISBN 3-596-10162-X
- Ein friedfertiges Ehepaar – Kōjinbutsu no fūfu (好人物の夫婦) (Novelle, 1917)
- In Kinosaki – Kinosaki nite (城の崎にて) (Novelle, 1917)
- Akanishi Kakita (赤西蠣太) 1917
- Manazuru (真鶴) (Novelle, 1920), dt. in: Mond auf dem Wasser, hg. v. M. Brettschneider. Volk & Welt 1978.
- Lagerfeuer – 焚火 (Takibi) (Novelle, 1920)
- Die Wiedergeburt – Tenshō (転生) (Novelle, 1924)
- Kuniko (邦子) (Novelle, 1927), dt. von Oscar Benl, in: Oscar Benl (Herausgeber und Übersetzer): Flüchtiges Leben. Moderne japanische Erzählungen. Robert Mölich Verlag, Hamburg 1948, S. 71–122
- Der Weg durch dunkle Nacht – An'ya kōro (暗夜行路) (Roman, 1921–1937)
- Reise im Vorfrühling – Sōshun no tabi (早春の旅) (Novelle, 1941)
- Der aschfahle Mond – Haiiro no tsuki (灰色の月) (Novelle, 1946)
- Herbstwind – Akikaze (秋風) (Novelle, 1949)

Viele Erzählungen Shiga Naoyas sind im Band Erinnerung an Yamashina (Volk & Welt 1986) gesammelt.